# Варамбон
Варамбо́н (фр. Varambon) — коммуна во Франции, находится в регионе Рона — Альпы. Департамент — Эн. Входит в состав кантона Пон-д’Эн. Округ коммуны — Бурк-ан-Брес.
Код INSEE коммуны — 01430.

## География

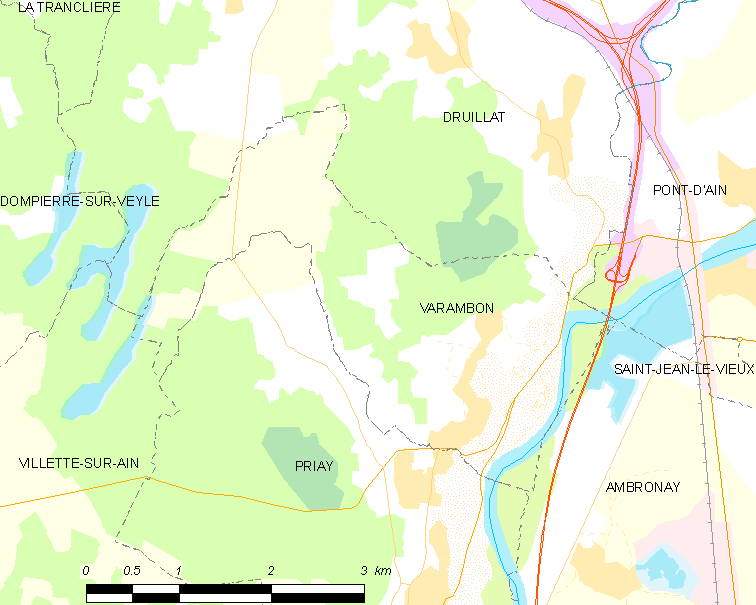
Карта коммуны

Коммуна расположена приблизительно в 390 км к юго-востоку от Парижа, в 50 км северо-восточнее Лиона, в 20 км к югу от Бурк-ан-Бреса.
На востоке коммуны протекает река Эн.

## Климат
Климат полуконтинентальный с холодной зимой и тёплым летом. Дожди бывают нечасто, в основном летом.

## Население
Население коммуны на 2010 год составляло 521 человек.
| 1962 | 1968 | 1975 | 1982 | 1990 | 1999 | 2010 |
| ---- | ---- | ---- | ---- | ---- | ---- | ---- |
| 265  | 299  | 287  | 314  | 353  | 386  | 521  |

## Администрация
| Период | Период | Фамилия      | Партия | Примечания |
| ------ | ------ | ------------ | ------ | ---------- |
| 1995   | 2001   | Поль Флоке   |        |            |
| 2001   | 2014   | Андре Бернар |        |            |
| 2014   | 2020   | Пьер Дулорье |        |            |

## Экономика
В 2010 году среди 350 человек трудоспособного возраста (15—64 лет) 281 были экономически активными, 69 — неактивными (показатель активности — 80,3 %, в 1999 году было 76,1 %). Из 281 активных жителей работали 243 человека (143 мужчины и 100 женщин), безработных было 38 (17 мужчин и 21 женщина). Среди 69 неактивных 18 человек были учениками или студентами, 33 — пенсионерами, 18 были неактивными по другим причинам.

## Достопримечательности
- Замок Варамбон[фр.] (XVIII век). Исторический памятник с 2007 года[4]
- Церковь Св. Марии Магдалины (XV век). Исторический памятник с 2012 года[5]